# Жирновськ
Жирновськ — місто (з 1958) у Волгоградській області Росії, адміністративний центр Жирновського району й Жирновського міського поселення.
Населення — 15872 особи (2017 рік).

## Географія
Найпівнічніше місто Волгоградської області. Розташовано у південній частині Приволзької височини на обох берегах річки Медведиця (сточище Дону), за 27 км на північ від залізничної станції Меведиця, в 320 км на північ від Волгограда, недалеко від кордону з Саратовською областю.

## Історія
Точна дата заснування не встановлено. Ймовірно село Жирне засноване в середині XVIII сторіччя. Першими поселенцями була мордва й біглі росіяни з Сербського повіту, у якому розташовувалися маєтки князя Куракіна. Перші хати будувалися зі східної сторони Жирного озера. Пізніше поселенці порахували більш зручним місцем для господарської діяльності та мешкання місцевість у 5 км на північ річкою Медведиця. Село належало до Нижньо-Добринської волості Камишинському повіту Саратовської губернії.
На 1862 рік у селі налічувалося 235 дворів, у яких мешкало 1518 осіб (748 чоловіків й 770 жінок). Тоді всі мешканці вважали себе великоросами, православного віросповідання, а частина з них старообрядницького спрямування. В селі були одна церква, кошара й один млин.
З 1935 року село Жирне входило до складу Лемешкинського району Сталінградського краю (згодом Сталінградської області). У роки колективізації організований колгосп "Комсомолець". Колгосп був малоприбутковим. У 1930-ті населення села скоротилося.
Новим поштовхом у розвитку Жирного стало відкриття нафтового родовища. У 1949 році на околиці села пробурена перша нафтова свердловина. У 1950 році село Жирне й Жирновська сільрада включені до складу Медведицького району. У 1950 році село Жирне перетворено на робітниче селище Жирновський. У тому ж році у межі робітничого селища Жирновський були включені село Куракіно та селище Нафтовиків. У 1958 році робітниче селище Жирновське стало містом районного підпорядкування з найменування Жирновськ. У 1959 році центр Медведицького району з робітничого селища Линьово перенесено до місто Жирновськ, а район перейменовано на Жирновський

## Населення
Динаміка чисельності населення за роками:
| Рік  | Населення, осіб |
| ---- | --------------- |
| 1862 | 1518            |
| 1886 | 1667            |
| 1890 | 1853            |
| 1897 | 1807            |
| 1911 | 1811            |
| 1935 | 1499            |
| 1937 | 1245            |
| 1938 | 1093            |
| 1959 | 9852            |
| 1970 | 14656           |
| 1979 | 15681           |
| 1989 | 16792           |
| 1998 | 19200           |
| 2000 | 19100           |
| 2010 | 16872           |
| 2017 | 15872           |

| 1897 | 1911 |
| ---- | ---- |
| 1807 | 1811 |

| 1862    | 1886    | 1890    | 1935    | 1937    | 1938    | 1959    |
| ------- | ------- | ------- | ------- | ------- | ------- | ------- |
| 1518    | ↗1667   | ↗1853   | ↘1499   | ↘1245   | ↘1093   | ↗9852   |
| 1970    | 1979    | 1989    | 1996    | 1998    | 2000    | 2001    |
| ↗14 656 | ↗15 681 | ↗16 792 | ↗19 000 | ↗19 200 | ↘19 100 | ↘19 000 |
| 2002    | 2005    | 2006    | 2007    | 2008    | 2009    | 2010    |
| ↘17 751 | ↘17 200 | ↘16 900 | ↘16 700 | ↘16 500 | ↘16 281 | ↗16 872 |
| 2011    | 2012    | 2013    | 2014    | 2015    | 2016    | 2017    |
| ↗16 900 | ↘16 681 | ↘16 569 | ↘16 414 | ↘16 247 | ↘16 060 | ↘15 872 |
| 2018    | 2019    |         |         |         |         |         |
| ↘15 680 | ↘15 516 |         |         |         |         |         |

## Промисловість
Видобуток нафти і газу, асфальтобетонний завод, транспортна компанія ТОВ"ТРАНЗИТ", СпецНєфтєТранс, ВАТ «РІТЕК». Хлібозавод, харчокомбінат, 2 цехи заводу «Радар» закрито. До приходу в регіон компанії «Лукойл» Жирновськ був центром видобутку нафти в області. Нижньоволзька філія бурової компанії «Євразія» на сьогоднішній день залишається однією з головних містоутворюючих підприємств.

## Господарство
Завдяки видобутку нафти місто відносно упорядковано, а його мешканці відрізняються більш високим рівнем життя порівняно з багатьма іншими районними центрами Волгоградської області. У місті працюють 2 магазини федеральної мережі «Покупочка», магазин мережі "Пятерочка", чотири магазини федеральної мережі "Магніт", магазин мережі "Радєж", магазин комп'ютерної техніки "ТІС" та інші.
У Жирновське інформаційне агентство "Вілган", що включає в себе інформаційну газету "Жирновські оголошення" й радіо "Вілган".

## Пам'ятки
- Храм Святого Духа-Утішителя
- Жирновський районний будинок культури
- Парк культури і відпочинку
- Комсомольський парк
- Пам'ятник воїнам-землякам
- Парк 40-річчя Перемоги
- Поклінний православний Хрест на Телевишці
- Урочище Синя гора
- Пам'ятник В.І. Леніну (біля РБК )

## Соціально-культурна сфера
В місті є: будинок престарілих, лікарняне містечко, є авіа- , залізнична каса.

### Освіта
Школи
- МКОЗ «СШ № 1»
- МКОЗ «СШ № 2»
- МОЗ «ЗОШ № 3»
- МКОЗ "Середня школа з поглибленим вивченням окремих предметів"»
- МОЗ Вечірня (змінна) загальноосвітня школа.

Середні спеціальні учбові заклади
- Жирновський педагогічний коледж
- Жирновський нафтовий технікум
- Навчальний центр "Академік"

Установи додаткової освіти
- Школа Мистецтв
- Центр Дитячої творчості

### Культура
Жирновский районний будинок культури
У 1959 році у місті був побудований Палац культури «Нафтовик». У той час подібних Палаців культури не було ні в одному районі області.
На сьогоднішній день в РБК більше 40 фахівців займаються культурно — дозвіллєвою роботою. Всього в Будинку культури працює 57 формувань, у них учасників 987 осіб.
Також є стадіон, ФОК, бібліотеки, історико-краєзнавчий музей.

## Радіо
| Частота МГц | Назва        | RDS | Формат      | Потужність, кВт | Телецентр | Час        |
| ----------- | ------------ | --- | ----------- | --------------- | --------- | ---------- |
| 71,51       | Радіо Росії  | -   | News / Talk | 4               | РТС       | 0-24       |
| 101,6 FM    | Вілган       | -   | АС / РОР    | 0.1             | Вілган    | цілодобово |
| 105.9       | Жирновськ.FM | -   | -           | 0.1             | РТС       | 06-24      |

## Релігія
- Храм Святого Духа Утішителя (Жирновськ) [Архівовано 22 лютого 2019 у Wayback Machine.]
- Молитовний будинок Адвентистів сьомого дня (м. Жирновськ)